# Association Beaumont Continental
Pour les articles homonymes, voir ABC.
L'Association Beaumont Continental (ABC) est une association française fondée en 1975, proposant de l'autosupport pour les travesties et les femmes trans. Elle est l'une des premières organisations trans en France, et la plus ancienne toujours en activité.

## Historique
L'association est fondée de manière informelle en 1975 par Gaby Linsig, et Claire. Elle est créée sur le modèle du Beaumont Society, club anglais travesti,, dont elle reprend le nom « Beaumont » en référence à la figure du Chevalier d'Éon de Beaumont. Si elle s'adresse aux travesties ou « éonistes », l'association accueille aussi un certain nombre de transsexuelles,. L'ABC est ainsi une des toutes premières organisations trans en France. Avant elle, n'existe que l'AMAHO, Association des malades hormonaux, fondée par Marie-Andrée Schwindenhammer en 1965.
L'ABC a pour objet de créer du lien social entre ses membres,. Elle est implantée à Paris et dans plusieurs régions, mais possède également des ramifications hors de France, en Belgique et en Allemagne,. Elle est longtemps restée dans l'ombre, afin d'assurer la protection de la vie sociale et familiale de ses membres comme de ses responsables. Vers 1995, elle réunit 130 adhérents, 300 dix ans plus tard.
Elle créé son bulletin de liaison interne, BC News, en 1977, qui devient Double Je, le magazine du travesti en 1998 puis Double Je, le magazine transgenre en 2006. Le bulletin cesse sa parution, basée dans le Haut-Rhin, en 2011,.
L'ABC adopte l'utilisation du terme « transgenre » en 2006, bien qu'il reste parfois circonscrit aux « travesties »,.